# Chrysis pulchella
Chrysis pulchella is een vliesvleugelig insect uit de familie van de goudwespen (Chrysididae). De wetenschappelijke naam van de soort is voor het eerst geldig gepubliceerd in 1808 door Spinola.